# 오단토니오 다 몬테펠트로

몬테펠트로 가문 문장

오단토니오 다 몬테펠트로(Oddantonio da Montefeltro, 1428 – 1444년 7월 22일)는 우르비노 공국의 초대 공작이다.
오단토니오는 우르비노 백작으로서 그의 아버지 구이단토니오의 자리를 이어받았다. 그는 페데리코 다 몬테펠트로의 이부형제이기도 하였다. 오단토니오와 페데리코 사이에 영토 분배 유언이 있는지는 알려져 있지 않지만, 그 둘 사이에 어떠한 관계가 있던 것도 아니다. 어찌됐든 페데리코는 콘도티에로로서 활동할 수 있는 최소한의 경제적 지원을 제공받았었다.
그가 16살이던 1443년 4월 25일에 교황 에우제니오 4세는 마르케에서 스포르차를 상대로 하는 전쟁에서 그를 지지해준 대가로 시에나에서 의식을 갖고 오단토니오를 우르비노 공작으로 임명하였다.
오단토니오는 그의 무절제한 생활 습관(그는 최소 15일이 넘게 지속되는 사치스러운 파티를 열었던 것으로 전해진다.)으로 소국의 금고를 소진시켜버렸고, 지속적으로 무거운 세금을 거뒀다. 그는 또한 몬테펠트로 가로부터 완전한 독립을 갖춘것처럼 보이던 그들의 최대의 적이였던 말라테스타의 지원을 얻으려고 하였다.
1444년 7월 21일과 22일 사이 밤에 그는 공작 저택에서 그의 조언자인 만프레도 데이 피오 다 카르피(Manfredo dei Pio da Carpi), 톰마소 디 구이도 델라녤로(Tommaso di Guido dell'Agnello)와 함께 음모를 짠 이들에게 암살당하였다.
페데리코는 우르비노 공작직을 이어받았다. 오단토니오 암살에 그가 개입했는지에 대한 의문이 부상했음에도, 개입이 있었다는 확실한 증거는 없다.

## 같이 보기
- 예수 책형 (피에로 델라 프란체스카)

| 전임 구이단토니오 | 우르비노 공작 1443년 - 1444년 | 후임 페데리코 3세 |